# Chikkanalluru, Kadur
Chikkanalluru là một làng thuộc tehsil Kadur, huyện Chikmagalur, bang Karnataka, Ấn Độ.